# Johann Karl Seidemann
Johann Karl Seidemann (* 10. April 1807 in Dresden; † 5. August 1879 ebenda) war ein deutscher evangelisch-lutherischer Pfarrer und Kirchenhistoriker.

## Leben
Geboren als Sohn des Soldaten Johann George Seidemann und seiner Frau Maria Sophia Höfler, studierte Seidemann von 1826 bis 1828 an der Universität Leipzig. Von 1831 bis 1832 war er Hauslehrer bei Friedrich Wilhelm August Carl von Bose und unterrichtete anschließend an dem Kaden’schen Knabeninstitut, dem v. Loucqueyssie’schen Fräuleininstitut und Annenschule in Dresden. 1834 heiratete er Hanna Margarethe Eleonore Malsch (* 1800 in Linden; † 1868). Von 1834 bis 1871 war er Pfarrer in Eschdorf (Ephorie Radeberg). Nach der Emeritierung zog er in seine Heimatstadt zurück.
Seidemann machte sich als Heimat- und Lutherforscher einen Namen. Seine erste Publikation war 1840 der Ortsgeschichte von Eschdorf gewidmet. Ab 1842 veröffentlichte er Untersuchungen zu Gestalten (Thomas Müntzer, Karl von Miltitz, Jacob Schenck) und Ereignissen (Leipziger Disputation) der Reformationsgeschichte, die ihm 1846 ehrenhalber das Lizenziat von der theologischen Fakultät der Universität Leipzig einbrachten. Als sein bedeutendstes Werk gilt die Sammlung von Luthers Briefen, die er zur Vervollständigung der Luther-Ausgabe von Wilhelm Martin Leberecht de Wette 1856 herausbrachte. 1859 ließ er ihr die ergänzte und viel benutzte Sammlung Lutherbriefe folgen. Auch die späteren Werke waren überwiegend Quelleneditionen, so 1876 die bis dahin unbekannte erste Psalmenvorlesung Luthers von 1513-1515.
1876 erhielt er von der Universität Halle-Wittenberg den Doctor theologiae honoris causa.